# Virey-sous-Bar
Virey-sous-Bar ist eine französische Gemeinde mit 591 Einwohnern (Stand 1. Januar 2022) im Département Aube in der Region Grand Est; sie gehört zum Arrondissement Troyes und zum Kanton Bar-sur-Seine.

## Lage
Virey-sous-Bar liegt in der Südhälfte des Département Aube rund 25 km (Luftlinie) südöstlich der Stadt Troyes an der Seine. Die Südgrenze des Regionalen Naturparks Forêt d’Orient befindet sich nördlich der Gemeinde.
Die Gemeinde besteht aus den Siedlungen La Chaussée, L’Enclos und Les Croyères, dem Weiler (hameau) La Maison Éclusière Morte Vieille sowie einigen Einzelgehöften.

## Geschichte
Die Gemeinde gehörte von 1793 bis 1801 zum District Bar sur Seine. Zudem ist sie seit 1793 Teil des Kantons Bar-sur-Seine (1793-1801:Kanton Bar sur Seine). Von 1801 bis 1926 war Virey-sous-Bar verwaltungstechnisch Teil des Arrondissements Bar-sur-Seine. Dieses ging 1926 im Arrondissement Troyes auf, zu dem die Gemeinde heute noch gehört.

## Bevölkerungsentwicklung
| Jahr                       | 1962 | 1968 | 1975 | 1982 | 1990 | 1999 | 2006 | 2012 | 2018 |
| Einwohner                  | 471  | 575  | 586  | 570  | 658  | 660  | 662  | 632  | 613  |
| Quellen: Cassini und INSEE |      |      |      |      |      |      |      |      |      |

Die zunehmende Mechanisierung der Landwirtschaft führte zu einem kontinuierlichen Absinken der Einwohnerzahlen bis auf die Tiefststände in den 1880er-Jahren. Nach 1960 wuchs die Bevölkerung wegen der Nähe zur Stadt Troyes und den dortigen Arbeitsmöglichkeiten.

## Sehenswürdigkeiten
- Dorfkirche Saint-Étienne
- Kapelle in L’Enclos
- Lavoir (Waschhaus) in La Chaussée